# Gutnisk
Gutnisk eller gutamål (også gutemål) er et nordisk sprog, der tales på de svenske øer Gotland og Fårø. Gutamål er påvirket af svensk, dansk og tysk, men har også bevaret flere unikke træk.
Der må skelnes mellem gutamål som selvstændigt sprog og gotlandsk som øens svenske dialekt. Gutamålsgillet arbejder for at bevare sproget.

## Historie
Nutidens gutnisk eller gutamål har udviklet sig fra oldgutnisk, som er en af de tre grene af den (old)nordiske sprogfamilie. Gutnisk og oldgutnisk står dermed ved siden af de vestnordiske (norrønt, nutidens færøsk, islandsk og norsk) og de østnordiske sprog (oldsvensk og olddansk, nutidens dansk og svensk). Der er også hævdet, at det gutniske ordforråd har en del ligheder med det østgermanske gotisk. Det ældre gutnisk kendes fra cirka 350 runeindskrifter, fra Guterlovens og Gutersagaens håndskrifter. Blandt andet findes der på døbefonten i Aa Kirke på Bornholm en runeindskrift i gutnisk sprogform.
I hansetiden stod sproget under en vis påvirkning fra nedertysk. Da øen var dansk i årene 1361 til 1645 kom der mange danske låneord ind i gutamålet. Eksempler som findes endnu i dag, er någle (dansk nogle, svensk några), saktens (dansk sagtens, svensk nog visst) eller um en trent (dansk omtrent, svensk ungefär). Sproget er siden kommet under påvirkning fra svensk.
I modsætning til de østnordiske sprog dansk og svensk adskiller gutamål sig især ved at diftongerne fra urnordisk er bevaret (f.eks. stain i stedet for sten i moderne dansk og svensk). Diftongen iu er blevet til triftong (f.eks. hiaul for hjul og biauþa for byde). Med hensyn til bøjning, syntaks og ordforråd afviger gutamål ellers kun lidt fra fællesnordiske former. Det skønnes, at cirka 5.000 mennesker taler det genuine gutniske sprog (gutamål). Der kan skelnes mellem dialekterne på Fårø (Fårömål) og på hovedøen (Storlandsmål). Fårømålet ligger tættest på den oldgutniske sprogform og har f.eks. bevaret verbernes personbøjning og a-endelse i verbens infinitiv. På hovedøen (Storland) blev især dialekten i det sydøstlige Lau Sogn (Laumål) efterhånden til lidt af en norm for gutamålet. Der findes endnu ikke en fast ortografi, men der er ortografiske anbefalinger fra Gutamålsgillet og gruppen Maulsauden. Den ene ortografi er tættere på den nusvenske stavemåde, mens Maulsaudens nygutniske ortografi kan ses som et forsøg om at skabe et mere selvstændig gutnisk skriftsprog. Maussaudens nygutniske ortografi udelader f.eks. de svenske bogstaver å, ä og ö. Således kan oy-diftongen skrives både som åi eller oj. Sjældent bliver også þ for d eller t brugt, således i ABC-bok på gutniska fra 2011. UNESCO definerer gutnisk som truet sprog.
Der undervises i gutamålet på enkelte skoler på Gotland. Desuden findes der en beskeden litterær bogproduktion på gutamål. I årene 1989 til 2011 sendte Sveriges Radio radioprogrammet Gutamål.
I 2022 ansøgte en gotlænding om at få ændret sit efternavn til et patronym med den gutniske endelse -dotri (i stedet for svensk -dotter), hvilket i første omgang blev godkendt af forvaltningsretten, men som den svenske skattestyrelse senere ankede. Appelretten gav dog i sidste ende borgeren medhold.

## Grammatik
Den ubestemte artikel singularis (ental) er änn eller en i maskulinum (änn skog), ätt i neutrum (ätt brev) og (efter regionen) i, a eller ä i femininum (i/a/ä dauter). Den bestemte artikel sættes (som på dansk og svensk) efter ordet. Pluralis dannes med ar (f.eks. änn häst → trei hästar).
|          | maskulinum  | femininum (svag) | femininum (stærk) | neutrum  |
| -------- | ----------- | ---------------- | ----------------- | -------- |
| ubestemt | änn/en skog | i/a/ä kollå      | i/a/ä dauter      | ätt brev |
| bestemt  | skogän      | kollu            | dautri            | brevä    |

Adjektiver er flekteret efter tilhørende substantiv
| maskulinum | femininum | neutrum | pluralis |
| ---------- | --------- | ------- | -------- |
| stäurar    | stäur     | stäurt  | stäure   |

Verber bøjes som regel kun i tid og i nogle tilfælde modus, dog findes der undtagelser i 2. person singularis (f.eks. jau kan i 1. person, dog däu kanst i 2. person). Infinitte verber dannes som regel ved -ä (f.eks. kallä og ropä)

## Eksempler
Tabellen herunder viser forskellen mellem gotlandsk (som nuværende svensk dialekt på øen) og gutamålet (som selvstændigt sprog):
| gutamål                 | gotlandsk (svensk dialekt) | dansk               |
| ----------------------- | -------------------------- | ------------------- |
| lauk                    | löyk                       | løg                 |
| finster, finstur (Fårø) | fönster                    | vindue              |
| Det är tuka i dag.      | Det är dimme i dag.        | Det er tåget i dag. |

Tabellen herunder viser nogle eksempler på gutamålet, svensk og dansk:
| gutnisk (gutamål)   | svensk             | dansk            |
| ------------------- | ------------------ | ---------------- |
| töisi el. päiku     | flickan            | pigen            |
| sårken              | pojken             | drengen          |
| russe               | hästen             | hesten           |
| rabbis              | kanin              | kaninen          |
| träsket             | sjön               | søen             |
| sjoen               | havet              | havet            |
| pinnsvein           | igelkottar         | pindsvin         |
| grina               | att skratta        | at grine         |
| va mike jär klucku? | vilken tid är det? | hvad er klokken? |